# João Vieira Pinto
João Manuel Vieira Pinto (* 19. srpna 1971, Porto) je bývalý portugalský reprezentační fotbalista. Zpravidla hrál na postu podhrotového útočníka. Patřil k úspěšné zlaté portugalské generaci dále čítající Figa, Rui Costu, Fernanda Couta a další jména.
Na rozdíl od zmíněných ale nastupoval především za portugalské kluby. V letech 1992 až 2000 hrál v Benfice, v letech 2000 až 2004 za Sporting. Nastupoval rovněž za Boavistu a Bragu. Dvakrát se stal mistrem portugalské ligy, jednak s Benficou, a jednak se Sportingem.
V evropských pohárech (Pohár UEFA a Liga mistrů) odehrál celkově 77 zápasů, v nichž vstřelil 16 branek.
Se spoluhráči z portugalské reprezentace získal bronzovou medaili na mistrovství Evropy 2000. Účastnil se rovněž mistrovství světa 2002 a mistrovství Evropy 1996. V národním týmu působil od roku 1991 do roku 2002 a odehrál celkem 81 utkání, v nichž vstřelil 23 branek.
V letech 1992, 1993 a 1994 byl vyhlášen nejlepším portugalským fotbalistou.

## Klubová kariéra
Už od dětství hrál Pinto fotbal za Boavistu.
V ročníku 1989/90 se vměstnal do prvního mužstva a odehrál 19 soutěžních zápasů, což spolu s povedenými výkony na juniorské reprezentační úrovni přivedlo zájem velkoklubů. V roce 1990 tak přestoupil do Atlética Madrid, kde též hrál jeho idol Paulo Futre. Ovšem ve španělském týmu nikdy neprorazil do prvního mužstva a po roce se vrátil do Portugalska, nazpět do Boavisty.
Od roku 1992 do roku 2000 působil v lisabonské Benfice, kde získal mistrovský titul v sezóně 1993/94. Ve slavném klubu dostal přízvisko „Zlatý chlapec“.
V ročníku 1998/99 se Benfica dostala přes předkolo do hlavní skupinové části Ligy mistrů. V úvodním utkání na půdě německého Kaiserslauternu Pinta na pravém křídle uhlídal Axel Roos a v 65. minutě ho nahradil Poborský.
Benfica si odvezla prohru 0:1, v pátém skupinovém utkání proti německému týmu doma ale porážku oplatila a zvítězila 2:1. Pinto vstřelil jednu branku.
Prosadil se též ve druhém utkání proti PSV Eindhoven při výhře 2:1.
Benfica dále nepostoupila i díky tomu, že proti HJK Helsinki získala pouhý jeden bod.
Nechvalně proslulá byla jeho vzájemná nenávist s Paulinho Santosem z FC Porto, jejichž konflikty se přenesly i do reprezentace.
Po Euru 2000 se upsal Sportingu, městskému rivalovi Benficy. V první sezóně se v mužstvu setkal s brankářem Peterem Schmeichelem nebo českým záložníkem Pavlem Horváthem, který o něm v rozhovoru prohlásil, že někdy chodil pozdě na tréninky, kvůli čemuž se dostával do sporů s kapitánem Ricardem Sá Pintem.
Pintovy výkony nebyly konzistentní, avšak ve druhé sezóně utvořil nebezpečný útočný tandem s brazilským forvardem Máriem Jardelem.
Sporting získal double – ligovou i pohárovou trofej.
V ročníku 2003/04 byl nejlépe placeným hráčem v portugalské lize.
V květnu v roce 2004 opustil Sporting jako volný hráč a měl namířeno do Kataru.

## Reprezentační kariéra
João Pinto debutoval v přátelském utkání (1:1) proti Lucembursku 12. října 1991 pod trenérem Carlosem Queirozem.
Mezi roky 1991 až 2002 odehrál celkově 81 reprezentačních utkání, vstřelil 23 gólů.

### ME 1996
Zúčastnil se Mistrovství Evropy 1996.

### ME 2000
Během kvalifikace na mistrovství Evropy pomohl v říjnu 1998 dvěma brankami proti Slovensku v Bratislavě k venkovnímu vítězství 3:0.
V březnu 1999 vstřelil dvě branky proti Ázerbájdžánu při výhře 7:0.
V červnu 1999 vstřelil hattrick proti Lichtenštejnsku, Portugalsko vyhrálo 8:0.
Trenér Humberto Coelho jej nominoval na Euro 2000 a Pinto se ukázal hned v úvodním utkání proti Anglii,
kdy hlavičkou v 38. minutě srovnal na 2:2 ještě před poločasovou přestávkou. Nuno Gomes ve druhé půli dokončil obrat z 0:2 na 3:2 pro Portugalsko.
Pinto byl v 75. minutě vystřídán Sérgio Conceiçãem. Útočná síla a volnost Pinta a jeho spoluhráčů jako Figo či Rui Costa se měla dále projevit v utkání proti Rumunsku.
Portugalsko však vyhrálo 1:0 až gólem Costinhy těsně před koncem utkání. Pinto odehrál od začátku 56 minut na levém křídle, poté jej opět vystřídal Conceição.
Ve třetím utkání skupiny proti Německu byl pouze na střídačce, Portugalsko vyhrálo 3:0. Po postupu přes Turecko se Portugalsko v semifinále střetlo s mistrem světa Francií. João Pinto zasáhl do utkání v 78. minutě, kdy vystřídal Rui Costu. Po 90 minutách byl stav 1:1, nastalo tedy prodloužení. To z penalty zlatým gólem rozhodl Zinédine Zidane.
Portugalsko tak získalo bronzové medaile.

### MS 2002
Pro Pinta bylo mistrovství světa 2002 v Jižní Koreji a v Japonsku jeho posledním reprezentačním šampionátem.
Ve druhém utkání proti Polsku odehrál 60 minut a v rozestavení 4–3–3 podporoval útočný trojzubec ve složení Conceição, Pauleta, Figo. Asistoval prvnímu gólu Paulety ve 14. minutě, který v tomto utkání zaznamenal hattrick. Po hodině jej trenér António Oliveira nahradil Ruiem Costou, který zpečetil konečnou výhru 4:0.
Ve třetím utkání proti Jižní Koreji byl po zákroku na Pak Či-songa ve 27. minutě vyloučen. Při odchodu ze hřiště měl udeřit do břicha rozhodčího Ángela Sáncheze.
Právě faulovaný Či-song nakonec rozhodl o výhře Koreje 1:0 a jejím postupu do osmifinále, zatímco Portugalsko bylo po druhé prohře ve skupině vyřazeno.
Za incident s rozhodčím obdržel od organizace FIFA na základě videozáznamu okamžitý trest zákazu hraní ve všech soutěžích.
Finálním verdiktem byl zákaz hraní v mezinárodním fotbale po dobu 4 měsíců.

## Úspěchy

### Klubové
Boavista
- Taça de Portugal, domácí pohár
  - 1. místo: 1991/92

Benfica Lisabon
- Primeira Liga, domácí liga
  - 1. místo: 1993/94
- Taça de Portugal, domácí pohár
  - 1. místo: 1992/93, 1995/96

Sporting Lisabon
- Primeira Liga, domácí liga
  - 1. místo: 2001/02
- Taça de Portugal, domácí pohár
  - 1. místo: 2001/02
- Supertaça Cândido de Oliveira, domácí superpohár
  - 2000

Zdroje: